# Justicia lanstyakii
Justicia lanstyakii es una especie de planta floral del género Justicia, familia Acanthaceae.
Es nativa de Brasil.